# French Connection
Cet article possède un paronyme, voir French deconnection.
Pour les articles homonymes, voir French Connection (homonymie).
French Connection (/ˈfɹɛnt͡ʃ kəˈnɛkʃən/ ; litt. « filière française »), parfois appelée Corsican Connection (/ˈkɔɹsɪkən kəˈnɛkʃən/ ; « filière corse »), désigne l'ensemble des acteurs qui prennent part à l'exportation d'héroïne aux États-Unis depuis la France, des années 1930 aux années 1970. Il s'agit de réseaux et d'équipes implantés pour la plupart à Marseille. Importée en France depuis l'Orient (péninsule indochinoise, Turquie, Syrie), la morphine-base issue du pavot est transformée en héroïne dans des laboratoires installés dans la région marseillaise, puis expédiée aux États-Unis et au Canada par différents canaux. Les trafiquants français sont à cette époque les principaux fournisseurs des organisations criminelles américaines et le crime organisé corse joue un rôle central dans le trafic.
Un rapport du Sénat américain en 1963, fondé sur les révélations du mafieux repenti Joseph Valachi, indique que 8 à 9 % de la production légale d’opium au Proche-Orient ne sont pas vendus à l’industrie pharmaceutique, mais détournés par des trafiquants syriens ou libanais pour être transformés en morphine-base. De là, ces trafiquants, du fait de la langue et des traditions françaises issues de l'influence française au Proche-Orient, développent des liens durables avec le niveau suivant du trafic, les truands corses en France.
Il s'agit tout d'abord des gangsters marseillais Paul Carbone et François Spirito qui implantent des laboratoires illégaux dans les années 1930, à une échelle assez restreinte. Le marché se développe dans les années 1950 et 1960, décennies au cours desquelles Antoine Guérini s'affirme à la tête du milieu corso-marseillais. Selon plusieurs sources, le malfaiteur italo-américain Lucky Luciano, exilé à Naples, structure le trafic. L'information est démentie par l'intéressé qui, dans ses « mémoires » posthumes met en cause Vito Genovese. Certaines informations font état de une à deux tonnes par an à la fin des années 1950 et cinq à dix tonnes à la fin des années 1960. Selon certains repentis, l'ensemble des réseaux de la French Connection envoie en moyenne vingt tonnes d'héroïne par an aux États-Unis. En 1970, le trafic de la French Connection est estimé à une quarantaine de tonnes annuelles, soit 80 % de la consommation d'héroïne américaine, pure à 98 %.
Auguste Ricord, François Spirito, Jean-Baptiste Croce, Joseph Cesari (le « chimiste » pour la préparation de l'héroïne), Jean Jehan, Urbain Giaume, Paul Mondoloni, Jean-Claude Kella, Jean Orsini sont quelques-unes des figures marquantes de la French Connection.
À son apogée à la fin des années 1960, la French Connection ternit les relations entre les États-Unis et la France, dont le gouvernement est accusé d'indifférence à l'égard du trafic d'héroïne, voire de connivence avec les trafiquants. Le renforcement des moyens alloués aux services de police, une meilleure coordination avec les services américains et l'aggravation des peines encourues permettent de mettre un terme à la filière.

## Histoire

### Origine et antécédents historiques de laFrench Connection: de 1898 aux années 1930
En 1898, alors que le Viet Nam fait partie de l'Empire français, le futur président de la République, Paul Doumer, alors gouverneur général de l'Indochine, décide de créer un monopole d'État sur l'opium dans le Sud sous forme de régie générale. C'est donc l'administration qui achète, fait préparer et vend l'opium. Cela représente, à l'époque, un tiers des recettes du budget du gouvernement général. À Saïgon, Doumer fait construire une raffinerie d'opium à haut rendement. En 1912, le premier traité international concernant la prohibition de l’usage non thérapeutique des drogues est signé à La Haye. Les autorités françaises maintiennent une production en Indochine afin de répondre aux besoins des soldats blessés de la Première Guerre mondiale.

### Des années 1930 à la Seconde Guerre mondiale: structuration du trafic international d'héroïne

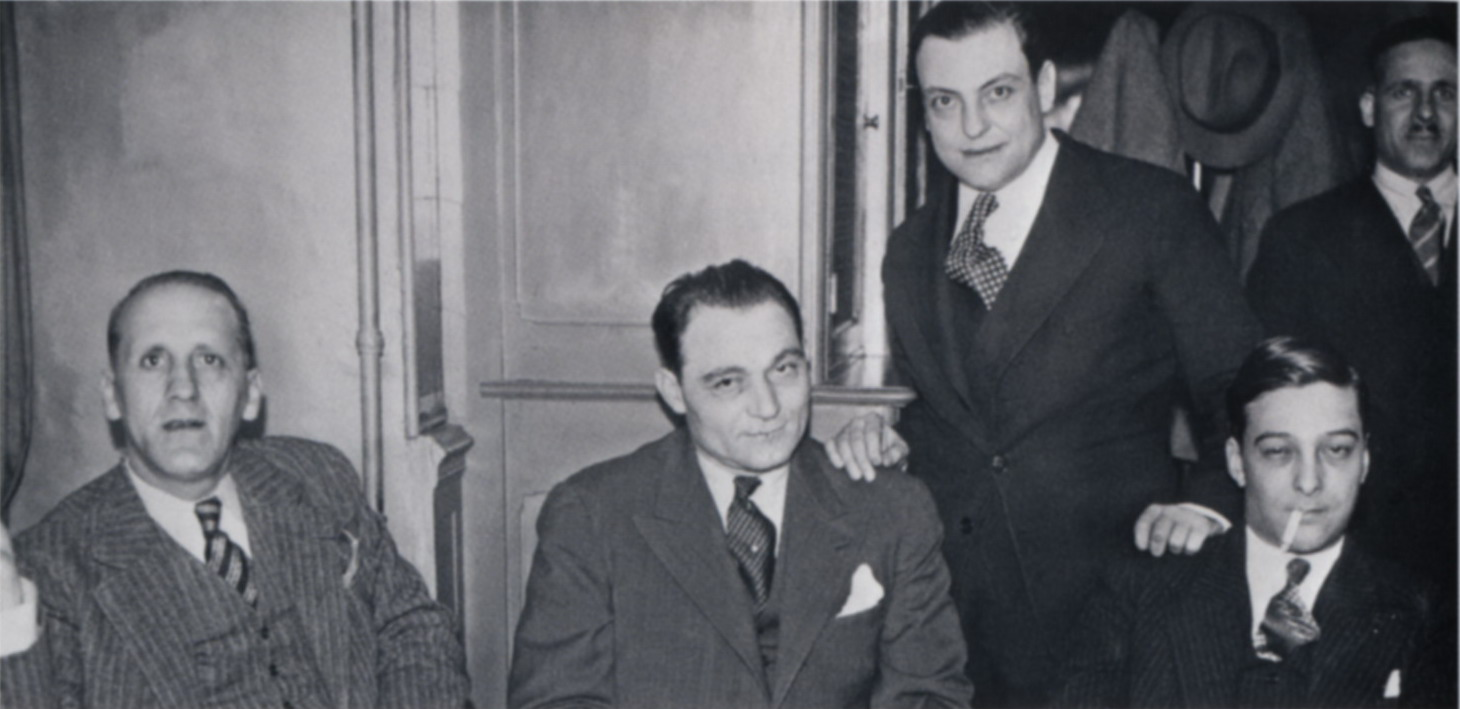
De gauche à droite, Simon Sabiani, Paul Carbone et François Spirito.

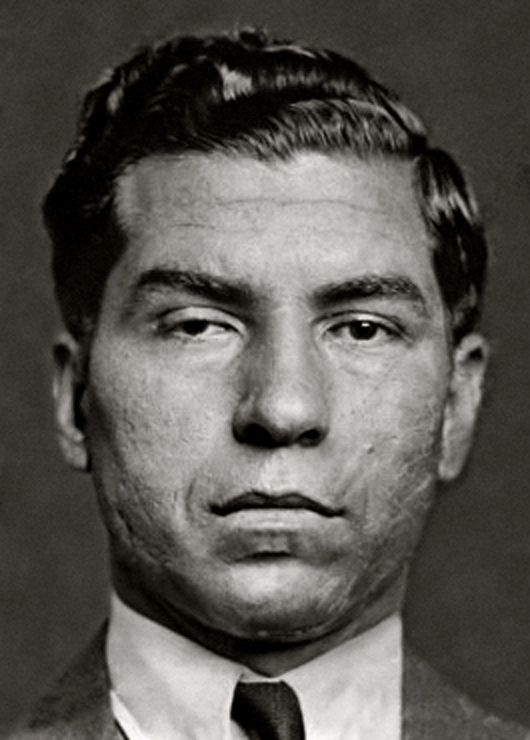
Lucky Luciano en 1936.

#### L'ère Carbone et Spirito
Le port de Marseille, jusqu’au cœur des années 1960, est l’un des quatre principaux ports de commerce européens. Il offre des liaisons régulières avec l'Asie, le Proche-Orient, l'Afrique et les Amériques. L’acheminement de l'opium depuis l'Asie puis la Turquie jusqu’aux fumeries d'opium marseillaises et jusqu'aux laboratoires clandestins s’appuie sur les lignes maritimes. Dès le début du XXe siècle des marins, en service sur la ligne Saigon-Marseille, convoient discrètement de l'opium brut ou semi-raffiné, c'est l'époque des « navigateurs ». Le premier laboratoire est démantelé à Bandol en 1938. Il a été mis sur pied par le parrain marseillais de l'époque, d'origine corse, Paul Carbone.
Celui-ci recrute des passeurs parmi les marins. Pour déjouer les contrôles portuaires, l'opium est conditionné dans des sacs étanches lancés à la mer à l'approche du port et réceptionné par des pêcheurs marseillais. Comme les fumeries d'opium se sont raréfiées, Carbone et son associé François Spirito se sont adaptés au marché de l'héroïne et ont recruté un préparateur en pharmacie corse : Dominique Albertini, qui formera son demi-frère Joseph Cesari au raffinage de l'héroïne.

#### Le rôle de la mafia italo-américaine
Aux États-Unis, Salvatore Lucania dit Lucky Luciano est fortement soupçonné d'être le précurseur du trafic, avec Arnold Rothstein, Louis "Lepke" Buchhalter et Vito Genovese. Grâce à ses talents d'organisateur démontrés pendant la prohibition, Luciano devient dans les années 1930 l’artisan du rassemblement des groupes criminels américains au sein de la « Cosa Nostra ». Après la guerre, et grâce au soutien fourni aux services alliés avant et pendant le débarquement en Sicile, il est extradé vers l’Italie, suivi quelques années plus tard par deux autres mafieux italo-américains. Les trois parrains sont installés dans les villes stratégiques de la péninsule : Luciano à Naples, Joe Adonis à Milan et Franck Coppola à Rome. Depuis l’Italie, ils sont soupçonnés de continuer à alimenter l' « industrie du vice » aux États-Unis. Selon un rapport de la Commission Antimafia, il monopolise le marché américain de la drogue jusqu’à la fin des années 1950. Luciano est l'ami de Jo Renucci que l'on dit impliqué dans la contrebande de cigarettes en Méditerranée. Cependant dans ses « mémoires » posthumes, Luciano affirme s'être constamment opposé à l'implication de la mafia dans le trafic de drogue, à l'exception d'une tentative d'organisation des filières en 1961, destinée à faire pression sur ses « associés » italo-américains.

### Controverse sur l'intervention des services français en Indochine
Pendant la guerre d'Indochine, le GCMA (Groupement de commandos mixtes aéroportés) forme des tribus des hauts-plateaux du Laos (Méos et Thaïs) à la contre-guérilla. En contrepartie le GCMA transporte leur production d'opium vers leurs clients à Saïgon. Les services français renforcent ainsi leur alliance avec ces combattants anticommunistes et privent les communistes des bénéfices de ce trafic. En 1948, un rapport du 2e Bureau estime que 80% de la production d’opium est contrôlée par le Vietminh. Au passage, les services français s’autofinancent.
Le trafic est estimé à plusieurs dizaines de tonnes. Le colonel Trinquier, commandant du GCMA, témoigne quelques années plus tard : « l'argent de l'opium finança le maquis du Laos. Un DC-3 acheminait la drogue... L'argent placé servait à réapprovisionner en vivres et en armes les guérillas. Bien sûr, nous taisions ces pratiques. Nous n'en parlions pas aux autorités d'Hanoï, moins encore à celles de Paris ».
C'est l'administration américaine renseignée par l'OSS qui a révélé cette affaire et accusé l'armée française de trafic de drogue, suscitant l'indignation du GCMA. La thèse de la vente aux trafiquants français est notamment appuyée par Alfred McCoy. Cependant elle n'est pas retenue par Jean-Marc Le Page dans son ouvrage Les services secrets en Indochine. Selon lui, l'opium était pour l'essentiel revendu à Saïgon à la secte des Binh Xuyen, pour la consommation locale. Le reliquat servait de moyen de paiement pour le GCMA en Indochine. C'est aussi ce qu'affirme Pascal Krop, qui précise qu'un DC-3 est mis à la disposition du GCMA pour transporter l'opium des Méos jusqu'à un terrain du Cap Saint-Jacques, d'où il est acheminé vers Saïgon en camion et remis aux Binh Xuyen de Lê Van Vien. Pour chaque kilo d'opium, Touby Ly Foung, chef coutumier des Méos, remet 50 000 francs au GCMA. Cependant dans leur Histoire politique des services secrets français, Roger Faligot, Jean Guisnel, et Rémi Kauffer citent Michel David qui, dans Guerre secrète en Indochine, indique que certains reliquats de drogue sont rapatriés en Europe par des réseaux mafieux corses et mentionne le nom de Marcel Francisci.

### Le conflit du port de Marseille

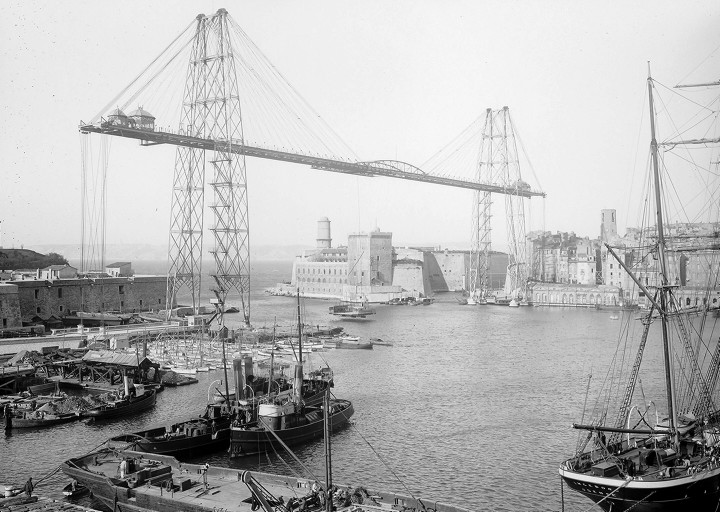
Vue du vieux port de Marseille.

Début 1950, les dockers marseillais de la CGT, opposés à la guerre d'Indochine, font grève et bloquent le port. La situation est autant inacceptable pour le crime organisé que pour le gouvernement français, ainsi que pour les Américains qui craignent une contagion communiste en Europe de l'Ouest. Le syndicaliste américain et agent de la CIA Irving Brown, représentant pour l'Europe de l'American Federation of Labor et adversaire acharné du « totalitarisme soviétique » a d'ailleurs soutenu deux ans plus tôt la création de Force ouvrière, destinée à affaiblir la CGT. Irving Brown vient sur place et met en place un  « syndicat des Dockers de FO » essentiellement composé de repris de justice. Chargé de transporter les armes vendues par les Américains et destinées à l'Indochine, que la CGT refusait de décharger, ce « syndicat » joua le rôle de briseur de grève, bénéficiant de la bienveillance des autorités et de l'aide financière du Département d'État - certaines sources mentionnent la CIA. Il disparut dès que les dollars firent défaut. Après quarante jours d'un conflit marqué par de violentes bagarres, la CGT met fin à la grève et les trafics, légaux ou non, peuvent reprendre.

### Reprise du trafic
La première prise significative de l'après-guerre, date du 5 février 1947 avec 3 kg d'héroïne. Elle s'effectue sur un marin corse, arrivé de France. 13 kilos d'héroïne sont saisis le 17 mars 1947, sur le paquebot St-Tropez. Le 7 janvier 1949, la police saisit plus de 23 kg d'opium et d'héroïne sur le bateau français Batista. Le 5 avril 1951, les douaniers marseillais découvrent 290 kg d'opium cachés dans une soute du Champollion, un bateau des Messageries maritimes en provenance de Beyrouth. En octobre 1953, le Federal Bureau of Narcotics saisit pour 500 000 dollars d'héroïne pure, cachée dans des extincteurs d'incendie du paquebot Flandre. D'après James Ryan, directeur du bureau, la quantité d'héroïne découverte - 5 kg - est la plus importante qui ait été faite depuis quinze ans à New York. En 1955, le Comité central de l'opium de l'ONU constate que la production mondiale et le trafic de stupéfiants ne cessent de croître. Le trafic de l'héroïne, d'après le comité, est centré sur le bassin méditerranéen (Marseille. Naples, etc.) et trouve presque exclusivement ses débouchés en Amérique du Nord.

#### L'implication supposée de Lucky Luciano
Luciano est soupçonné de s'approvisionner en stupéfiants auprès des industries pharmaceutiques qui produisent légalement de la morphine base en Italie, via la Camorra, qui détourne une part de la production. Il disposerait d'une structure de contrebande en Méditerranée. Quand la production légale est restreinte et contrôlée par le gouvernement italien en 1951, sous la pression américaine, il se serait associé avec les clans corso-marseillais pour reprendre le trafic. Luciano a toujours nié son implication dans le trafic de drogue, à l'exception d'une brève tentative de prise en main des filières d'approvisionnement à la fin de sa vie. Il explique s'être notamment opposé - sans succès - à l'implication de la mafia dans le trafic de stupéfiants lors de l'assemblée générale de l'Unione Siciliana à La Havane le 22 décembre 1946. Selon lui, c'est Vito Genovese qui est l'instigateur de l'intervention du crime organisé italo-américain dans le trafic.
Le 28 janvier 1962, lorsque Luciano décède d'une crise cardiaque, la police italienne affirme qu'elle était sur le point de l'arrêter, le soupçonnant d'être à la tête d'un réseau ayant fait passer pour 150 millions de dollars d'héroïne au cours de la décennie précédente. Accusation reprise à New York par Henri Giordano, le chef adjoint de la brigade fédérale des stupéfiants. Les soupçons des polices américaine et italienne sont notamment liées à l'arrestation à New York en octobre 1961 de trois gangsters notoires : Vincent Mauro, Frank Caruso et Salvatore Maneri. Ces trois hommes, interpellés en possession de 10,5 kg (23,5 livres) d'héroïne pure d'origine marseillaise pour une valeur marchande de trois millions de dollars, sont en relation avec Luciano. Mauro et Caruso ont quitté les États-Unis après le paiement de leur caution. Dans ses « mémoires » Luciano affirme qu'il s'agit d'une manigance de Vito Genovese pour le compromettre ; il dit avoir été victime pendant les années de son exil en Italie, du harcèlement et des provocations de Harry Anslinger, commissaire du Federal Bureau of Narcotics, puis de Charles Siragusa son représentant en Europe. Les deux hommes le soupçonnent, sans pouvoir le prouver, de contrôler le trafic d'héroïne à destination des États-Unis.

#### Le développement des laboratoires clandestins en France
Le dispositif de laboratoires clandestins français se développe, plaçant la France au carrefour de la nouvelle route mondiale de l’héroïne. Intervenant à l’Assemblée nationale comme rapporteur du projet de loi de 1953 destiné à compléter le dispositif législatif en matière de lutte contre les stupéfiants, le député Jean Montalat alerte ses collègues, en précisant que cinq laboratoires clandestins ont été démantelés au cours de l’année. « Des commissions internationales s’en préoccupent, et un fait plus grave, qu’ignore peut-être l’Assemblée, c’est que la France est un grand pays producteur de stupéfiants. Il s’agit, bien entendu, de production clandestine. Pourquoi ? Parce que nos chimistes ont mis sur pied des méthodes très simples et très faciles d’extraction des alcaloïdes de synthèse des stupéfiants les plus connus, les plus répandus, si bien qu’il existe en France une production clandestine très importante qui fait de la France un grand pays d’exportation des stupéfiants à travers le monde ». (Procès-verbal de séance du 2 décembre 1953).
L'opium ou la morphine-base arrive à Marseille, transportée par les réseaux ou par des passeurs indépendants qui la cachent dans leurs cabines. Elle peut être aussi dissimulée dans des cargaisons, ou jetée par-dessus bord par des marins, peu avant l’arrivée au port. La transformation est opérée dans les laboratoires clandestins de Marseille et de ses alentours. L'héroïne marseillaise est réputée pour sa grande qualité, pure à près de 98 % (contre 60 % à 70 % pour les autres productions de l'époque). Les chimistes du milieu marseillais, notamment Jo Césari et Henri Malvezzi, sont particulièrement réputés. Marseille devient le laboratoire d'héroïne des États-Unis où la marchandise est envoyée. La French Connection est lancée,.

#### Le réseau des frères Aranci
Marius-Antoine Aranci et ses frères Georges et Joseph sont des vétérans du trafic d'opium et d'héroïne. Ils sont nés respectivement en 1886, 1892 et 1899. La première condamnation de Marius-Antoine date de 1929. Depuis la fin des années 1920, ils font parvenir à leurs contacts à New York, des chargements unitaires de quelques kilos de drogue par l'intermédiaire de passeurs.
Ils sont arrêtés en 1960 ainsi que leur client américain Ralph Cianchetti en possession de cinq kilos d'héroïne et condamnés à cinq ans de prison

### Les années 1960: apogée du trafic

#### Situation au début des années 1960
Les États-Unis comptent 150 000 toxicomanes. Les agents de lutte contre les stupéfiants saisissent environ 90 kg d'héroïne par an. Mais les différents services évaluent le trafic de stupéfiants, mis au point par les Corses, à 90 kg par semaine.
Le rapport du Federal Bureau of Narcotics de 1960 estime le trafic annuel d'héroïne entre la France et les États-Unis entre 1 200 et 2 300 kg. Les trafiquants français satisfont la demande de 80 à 90 % du marché. Toutefois en 1972, dans un rapport secret divulgué par le New York Times, le Bureau of Narcotics reconnaît qu'il avait considérablement sous-estimé la drogue en provenance du « Triangle d'or » d'Asie du sud-est.
Selon certains repentis, les réseaux de la French Connection promettent en moyenne 20 tonnes d'héroïne par an aux États-Unis, revendues 8 000 $ le kilos, générant ainsi 160 millions $ de chiffre d'affaires annuel, soit 1,5 milliard € de 2019 après réajustement de l'inflation. Une note de la CIA datée de 1961 accuse le représentant de Ricard en Amérique du Nord, Jean Venturi d'être aussi le distributeur de la French Connection. Il n'est pas inquiété, mais prié de quitter le territoire des États-Unis en 1967.
En France, l'Office central de répression du trafic illicite de stupéfiants (OCRTIS), sous la direction de Marcel Carrère, ne compte que seize agents. Il coopère de longue date avec les services américains du Federal Bureau of Narcotics, dont le représentant en Europe est installé à Rome. Les sanctions pénales qui frappent les trafiquants sont légères. En octobre 1964, la police française arrête Joseph Cesari, le chimiste le plus célèbre de la French Connection. Il est condamné à sept ans de prison. Il sort en 1970 et reprend ses activités un an plus tard.
Les faibles moyens alloués à la lutte contre le trafic s'expliquent notamment par le fait que la toxicomanie est peu répandue et peu visible en France. Le 26 août 1969, Martine, apprentie coiffeuse de 17 ans, est retrouvée morte dans les toilettes du casino de Bandol. Alors que de nombreux décès par surdose d'héroïne avaient eu lieu pendant l'été 1969, tous concernaient des hommes. La mort de la jeune fille bénéficie d'une large couverture médiatique et contribue à la prise de conscience du fléau de la drogue par l'opinion publique française.

#### Le réseau des ambassadeurs
Le 3 octobre 1960, sur une information transmise par la police française, les agents américains anti-narcotiques arrêtent à New York quatre trafiquants parmi lesquels Mauricio Rosal, l'ambassadeur guatémaltèque, en poste en Belgique, aux Pays-Bas et au Luxembourg. Il est en possession de 50 kg d'héroïne et se révèle être un trafiquant entre Beyrouth et Marseille,. Rosal, seul, en un an, passe plus de 200 kg d'héroïne en utilisant son statut de diplomate. Ces arrestations permettent d'appréhender deux autres trafiquants : Charles Bourbonnais, stewart à la TWA, chez qui 50 autres kg d'héroïne sont saisis, et Frantz Kopp, chimiste allemand, qui, à Augerville-la-Rivière (Loiret) transforme la morphine-base venant du Proche-Orient en héroïne pure.
Après trois ans d'enquête, les enquêteurs arrêtent deux autres diplomates : Salvador Pardo Bolland, ambassadeur du Mexique en Bolivie et Juan Arizti, employé au ministère uruguayen des affaires étrangères, sur le point d'être nommé ambassadeur à Moscou, ainsi qu'un Français, bien connu de la police, qui l'a déjà arrêté dans des affaires de drogue. L'arrestation de Rosal a permis d'établir que le transport des stupéfiants, confié souvent à des navigateurs et à des membres de compagnies aériennes ou à des personnalités à priori insoupçonnables, était assuré désormais par des diplomates. Ceci explique que les policiers ont mis plusieurs années à démanteler ce réseau. Il était, en effet, très difficile, en raison de l'immunité diplomatique, d'interpeller un diplomate sur un simple soupçon et, encore moins, de procéder à la fouille de ses bagages. En janvier 1965, la police interpelle plusieurs autres membres de ce réseau, dont Antoine Marignani, Baptiste Giacobetti et Gilbert Coscia.
Le docteur Kopp est condamné en décembre 1963, après appel, à deux ans de prison. Au cours de ce procès auquel comparaissent également plusieurs trafiquants de drogue, Barthélémy Guérini est condamné à trois ans de prison avec sursis. Marignani et Coscia sont condamnés en juillet 1966 à cinq ans de prison pour avoir expédié 400 kilos d'héroïne pure d'Europe en Amérique de 1958 à 1964.

#### L'affaire Angelvin
Jacques Angelvin, animateur de télévision et acteur, est arrêté à New York, le 21 janvier 1962, en même temps qu'un autre Français, François Scaglia, patron de bar parisien connu des services de police et réputé avoir fait partie de la bande des « Trois Canards ». Sa Buick, arrivée par paquebot, a été retrouvée chargée de 52 kg d'héroïne.
La drogue devait être livrée à la famille Fuca, dont l'un des membres, Pasquale, est soupçonné par la police new-yorkaise d'être l'un des responsables du trafic de drogue dans la ville. Il est le neveu d'un membre influent de la famille Lucchese : Angelo "Little Angie" Tuminaro. Angelvin a cru que son statut d'animateur de l'émission Paris-Club à l'ORTF le mettrait à l'abri des soupçons. Il plaide coupable d'association de malfaiteurs pour bénéficier de l'allègement prévu par la législation américaine et est condamné le 15 septembre 1963, à une peine de trois à six ans de prison; il sera libéré en octobre 1967. François Scaglia est condamné à 22 ans de prison. Pasquale Fuca et son frère Tony sont condamnés à des peines de sept ans et demi à quinze ans de prison.
Le commanditaire présumé de l'opération est Jean Jehan, un Français vivant aux États-Unis, né en 1898, fiché par le Bureau of Narcotics depuis 1939 et dont la dernière condamnation remonte à 1927. Jehan n'est pas interpellé. Il sera arrêté en juin 1980 dans le cadre du démantèlement, dans le sud de la France et en Italie d'un réseau international de trafiquants d'héroïne et condamné à trois ans de prison.
L'affaire Angelvin sera retracée dans un livre publié en 1969 par Robin Moore sous le titre The French Connection, adapté au cinéma par William Friedkin en 1971. Elle inspirera Gérard Oury en 1965 pour son film Le Corniaud.

#### Les réseaux Ricord
Joseph-Auguste Ricord est né à Marseille en 1911. Il commet plusieurs petits délits dès l'âge de 16 ans. En 1941, son ami Joseph Joanovici le présente à Henry Lafont, le chef de ce qu'il a été convenu d'appeler « la Gestapo française » de la rue Lauriston. Ce dernier le prend dans son équipe, qui se livre au marché noir, à l'extorsion et au pillage des biens juifs. Les deux hommes s'associent dans l'exploitation de trois boîtes de nuit : L'Heure bleue, Le Florence et Le Chapiteau, où festoie et s'amuse la fine fleur de la collaboration. En 1942, il est arrêté par la police française pour cambriolage, mais remis en liberté à la demande des autorités allemandes.
Il quitte la France pour l'Espagne en juillet 1944 en compagnie de trois hommes de confiance de Lafont, à bord de trois Citroën noires. Certaines sources mentionnent que le convoi a embarqué le « trésor de guerre » de Lafont. Dans les années qui suivent, les trois hommes de confiance seront assassinés l'un après l'autre à New York, Mexico et Buenos-Aires.
Condamné à mort pour intelligence avec l'ennemi, Ricord réapparaît en 1948 à Buenos-Aires. Il est propriétaire de restaurants et d'établissements de nuit et dirige des réseaux de prostitution. Il quitte l'Argentine pour le Venezuela puis le Paraguay. Dans son exil sud-américain, il accueille des malfaiteurs français et organise avec eux des filières d'importation d'héroïne aux États-Unis, par l'itinéraire classique (Turquie-Marseille-New York) ou par la filière latino-américaine (Turquie-Marseille-Montevideo-Asuncion-Miami). Parmi ces hommes se trouve Christian David (assassin en 1966 à Paris du commissaire Galibert), André Condemine (condamné à mort par contumace le 6 octobre 1960 par la cour d'assises du Haut-Rhin pour une série de hold-up), François Chiappe (proxénète ayant notamment abattu un concurrent à Paris en 1964), Lucien Sarti (malfaiteur, assassin d'un policier belge en 1966), Claude Pastou, Michel Nicoli... Jean-Claude Kella et Laurent Fiocconi travaillent également pour le réseau Ricord.

#### Prise de conscience aux États-Unis
En avril 1968, l'administration Johnson met en place une nouvelle structure, issue de la fusion entre le Federal Bureau of Narcotics et le service des drogues dangereuses : le Bureau of Narcotics and Dangerous Drugs (BNDD). Le nombre des agents en poste dans toutes les régions du globe est augmenté et le BNDD installe des antennes à Stuttgart, Londres et Madrid. Le bureau de Paris, qui compte quinze agents, devient le siège de la région Europe. Parallèlement le budget des douanes américaines est doublé.
En août 1969, le président Richard Nixon intervient auprès de Georges Pompidou afin de mettre en place une coopération plus étroite entre les polices américaine et française dans la lutte contre la drogue. Nixon a fait de la lutte contre le trafic de drogue l'une de ses priorités et il renforce la législation américaine dans ce domaine. Le 12 novembre 1969, au cours d'une entrevue entre Raymond Marcellin, ministre de l'intérieur, et Sargent Shriver, ambassadeur des États-Unis en France, il est décidé de mettre au point une collaboration technique entre les services de police américain et français, aux trois stades essentiels des grands trafics de drogue : production, transformation, consommation. Des réunions régulières de coordination entre les responsables sont prévues. La première a lieu à Paris en décembre 1969 entre les directeurs de la police judiciaire, du SRPJ de Marseille, de l'OCRTIS et du BNDD.

#### Les organisations mises en cause par les services américains
Les archives du BNDD dans les années 1960 identifient nommément quatre organisations : celle de Dominique Venturi et de Marcel Francisci, de loin la plus importante, celle de Charles Antoine Marignani (le réseau des ambassadeurs), tombée au début de la décennie, celle de Joseph Patrizzi et Paul Mondoloni (dont font également partie Antoine d'Agostino, Urbain Giaume et Jean-Baptiste Croce), et enfin celle des frères Marius, Antoine et Joseph Aranci - dont les premières arrestations pour trafic de stupéfiants remontent à 1929 et 1934 - qui fut entièrement démantelée en 1960.
Le clan Guérini n'est jamais cité explicitement. Cependant, selon le témoignage de Marie-Christine Guérini, Antoine Guérini s'est lancé dans le trafic à partir de 1964-1965, malgré l'opposition de son frère Barthélémy « Mémé » - lequel a été condamné en décembre 1963 à trois ans de prison avec sursis dans le procès du docteur Kopp. Antoine ne sera jamais inculpé dans une affaire liée au trafic de drogue.
Marcel Francisci, ne sera jamais condamné pour une affaire liée aux stupéfiants. En 1973, il dépose plainte pour diffamation contre Time, qui a cité les noms publiés dans le rapport Murphy-Steele. Le magazine est reconnu coupable par le tribunal de Paris, mais n'est pas condamné, au bénéfice de la bonne foi. Par ailleurs, l'hebdomadaire Politique-Hebdo, qui l'avait appelé « le parrain français », et contre lequel Francisci dépose plainte l'année suivante, n'est pas condamné non plus. De même que James Sarazin, l'auteur du livre M… comme Milieu, où Marcel Francisci est abondamment cité. Quant au quotidien américain de Long Island Newsday qui l'a baptisé « Mr Heroin », il ne semble pas avoir fait l'objet de poursuites judiciaires. Dominique Venturi, fiché au grand banditisme et condamné à plusieurs reprises notamment pour trafic de cigarettes dans l'affaire du Combinatie, ne sera lui aussi jamais incriminé dans une affaire liée aux stupéfiants.

### Années 1970: renforcement de la coopération entre les services américains et français

#### Le protocole franco-américain
À la fin des années 1960, le trafic de la morphine base se développe par la voie terrestre, véhicules particuliers et utilitaires ou camions. En provenance de Turquie, elle transite notamment par l’Allemagne de l'Ouest. Une note du ministre de l’intérieur au ministre des Affaires étrangères en date du 1er juillet 1974 signale que ce pays est une plaque tournante du trafic à destination des laboratoires de la région marseillaise.
En 1970, la consommation d'héroïne aux États-Unis est estimée à 49 tonnes. Le sujet de la lutte contre la drogue est abordé à nouveau par le président américain lors de la visite de Pompidou aux États-Unis en février 1970. Raymond Marcellin, prend la question au sérieux et nomme un nouveau directeur central de la Police judiciaire : il s'agit de Max Fernet qui est chargé de mener la lutte contre le trafic. Il est assisté d'Honoré Gévaudan, sous-directeur de la police judiciaire chargé des Affaires criminelles et de Marcel Carrère. Les effectifs du SRPJ de Marseille et de l'OCRTIS sont augmentés et une antenne est installée à New-York. Les agents du BNDD en poste à Paris, sous la direction de John Cusack, rémunèrent généreusement les indicateurs.
Le 26 février 1971, le protocole d'accord franco-américain est signé à Paris par Raymond Marcellin et John Mitchell, attorney général des États-Unis. Il formalise une étroite coopération entre les services spécialisés dans la lutte contre le trafic illicite des stupéfiants dans les deux pays. La police nationale n'est pas restée inactive : entre le 1er août 1969 et le 18 février 1971, elle a procédé à la saisie de 143 kg d'héroïne, 616 kg d'opium, 737 kg de morphine-base, 87 kilos de cannabis, plusieurs centaines d'ampoules de morphine, plusieurs milliers de doses de LSD Dans le même temps, 679 trafiquants étaient appréhendés. Une nouvelle loi, qui aggrave significativement les peines frappant les trafiquants, a été promulguée le 31 décembre 1970.
Le 23 septembre 1970, Richard Berdin, un trafiquant français, est arrêté à New-York, il attend la réception d'une voiture contenant 90 kg d'héroïne pure. Berdin dénonce son réseau, constitué de 40 personnes, et bénéficie de la protection des témoins.
Malgré ces efforts, la responsabilité de la France et la lenteur de la coopération franco-américaine font l'objet de vifs reproches du président américain Richard Nixon à Georges Pompidou au sommet des Açores le 13 décembre 1971.

#### L'affaire Delouette
Le 5 avril 1971, un Français nommé Roger Delouette, arrivé la veille à New-York, va retirer à Port Elisabeth dans le New Jersey son minibus Volkswagen embarqué la semaine précédente sur le s/s Atlantic Cognac au Havre. Les douaniers américains, alertés par l'absence d'une vis sur le tableau de bord du véhicule, démontent le minibus et y découvrent 44 kg d'héroïne. Interrogé par les douaniers, Delouette explique : « je suis un agent du contre-espionnage français et j'agis sous les ordres de mon chef, le colonel Dubois (Fournier) du SDECE ».
Roger Delouette a effectivement été « honorable correspondant » du SDECE et a effectué quelques missions en Algérie dans les années 1950. Il a travaillé par la suite à Cuba pour le compte du Bureau de développement de la production agricole (BDPA). Depuis quelques années il connaît des difficultés financières. Les douanes américaines informent le BNDD qui font part de l'information à leurs homologues français de l'OCRTIS, lesquels l'accueillent avec scepticisme. Une information judiciaire est cependant ouverte en France. Aux États-Unis, le procureur de Newark, Herbert Stern, inculpe le colonel Dubois de trafic de stupéfiants. Cette affaire avive les tensions entre les autorités américaines et la police française.
L'ambassade de France aux États-Unis dénonce dans l'affaire Delouette « une polémique fondée sur des accusations sans preuve ». Du reste, le BNDD indique ne pas croire à l'implication du SDECE dans cette affaire. Seul le procureur Stern s'accroche à cette thèse. Dans les mois qui suivent, l'arrestation et les aveux de plusieurs trafiquants en France et aux États-Unis permettent d'identifier les responsables du réseau et le fournisseur de Delouette. Les accusations contre le SDECE et le colonel Dubois sont abandonnées.

#### Les accusations du BNDD
En août 1971, John Cusack, représentant du BNDD à Paris, donne plusieurs entretiens aux quotidiens Le Provençal et Le Méridional. Il met en cause « trois ou quatre gros bonnets de la drogue », qui bénéficieraient de « protections ». Il s'en prend ensuite à la passivité de la police française devant l'activité des laboratoires clandestins. Les noms des « gros bonnets » sont cités dans un rapport rédigé par les deux sénateurs américains Morgan Murphy et Robert Steele : « Jack » et « Dominic » Venturi, Marcel Francisci, Joseph Orsini et Antoine Guérini,.
La direction de la police nationale demande des éclaircissements à Cusack. Le 28 août, l'ambassade des États-Unis publie un communiqué apaisant, expliquant que le seul but de l'interview accordée par Cusack était de demander une fois de plus la coopération du public dans ce domaine essentiel des efforts de la police. L'ambassade met en avant les efforts « énergiques et efficaces » de la police française : « en moins d'un an, le gouvernement français a fait passer de neuf à soixante-trois hommes les effectifs de la brigade des stupéfiants à Marseille. Des quantités record de morphine-base et d'héroïne ont été saisies au cours de ces derniers mois ». Le 7 septembre, le Secrétaire d'état William Rogers déclare publiquement : « La France a très bien collaboré avec nous, et il n'est pas question de la critiquer ici ».

#### Les divergences avec la presse américaine
En septembre 1972, le magazine Time met en cause une « Union corse », organisation secrète aux ramifications internationales composée d'une quinzaine de familles. Selon l'hebdomadaire new-yorkais, l'organisation aurait réussi à infiltrer ses membres dans la police, les douanes, et même le SDECE. Elle aurait la mainmise sur l’ensemble de la filière, des producteurs du sud-est asiatique, turcs et syriens en passant par les laboratoires de raffinage de Marseille en France jusqu'aux marchés de distribution aux États-Unis,.
L'existence de l'Union corse est contestée en France et n'est pas confirmée par le BNDD. Les policiers marseillais Jean Lagugne-Labarthet, chef du SRPJ, et Marcel Morin, chef de la brigade des stupéfiants, répliquent : « Nous n'avons jamais entendu parler d'une Union corse. Nous ne le nions pas. Nous ne la minimisons pas. Nous ignorons l'existence d'une telle société qui, s'il faut en croire M. Michel Poniatowski, (qui a cité l'article du Time) contrôle le trafic de la drogue tant en France qu'en Amérique et possède des pénétrantes administratives en France. (...) Certes, beaucoup de Corses se trouvent impliqués dans des affaires de drogue. Mais il n'y a pas que des Corses ». Cet avis est partagé par des officiels américains, notamment le général Lewis W. Walt, qui coordonne les investigations d'une sous-commission du Sénat sur le trafic d'héroïne : « (...) La majorité des agents français et américains des stupéfiants pensent qu'au lieu d'un seul gros syndicat, les Corses opèrent à travers un grand nombre de petites et moyennes structures ». Pour Alain Bauer et Christophe Soullez, « ce qui a été appelé la French Connection ou la Corsica Connection ressemble plus à la juxtaposition de plusieurs réseaux ou individualités qu'à une véritable organisation criminelle structurée ».
Quant à la mainmise de la French Connection sur l'ensemble de la filière, l'historien Alexandre Marchant relativise : la French Connection fonctionne en réalité comme le segment central d’un vaste marché. Les trafiquants français exportent la drogue aux États-Unis pour répondre à un appel d'offres des Siciliens de New York : les Marseillais sont donc avant tout des partenaires commerciaux, voire des sous-traitants, de Cosa Nostra.
Malgré ces mises au point, le 15 février 1973, le quotidien de Long Island, Newsday, évoque à nouveau un puissant syndicat du crime, appelé l’Union Corse, contrôlant le trafic mondial d’héroïne et ayant pénétré dans tous les rouages de l’État français.

#### La chute des laboratoires clandestins
Le 29 juillet 1971, Max Fernet nomme le commissaire divisionnaire François Le Mouël à la tête de l'OCRTIS, en remplacement de Michel Nocquet, successeur de Marcel Carrère. Le Mouël a créé la brigade de recherches et d'intervention (dite « brigade antigang ») en 1966 et la dirige depuis cinq ans. Marcel Morin, jeune commissaire principal, prend la tête du SRPJ de Marseille.
L'année 1972 est marquée par la découverte de trois laboratoires clandestins et l'arrestation des « chimistes ». Le 27 janvier, le service des Douanes découvre un laboratoire clandestin au Petit-Bosquet dans un quartier tranquille de Marseille. Le chimiste Marius Pastore est arrêté. Il est condamné à quinze ans de prison le 29 septembre. Le 16 mars, le laboratoire de Joseph Césari est découvert à Aubagne et 100 kg d'héroïne sont saisis par le SRPJ de Marseille. Césari est sorti de prison l'année précédente, après y avoir passé sept années pour une affaire semblable. Il risque cette fois-ci vingt années d'emprisonnement compte tenu de la nouvelle loi. Il se suicide dans sa cellule le 22 mars. Le 14 juillet, un laboratoire en cours d'installation est découvert par la gendarmerie à Saint-Cyr-sur-Mer. Les frères Armand, Louis et Marcel Long, considérés comme d'excellents chimistes, sont interpellés. Un deuxième laboratoire leur appartenant est découvert à Aix-en-Provence quelques jours plus tard.

#### Le Caprice des temps
Le 2 mars 1972, 425 kg d'héroïne pure sont saisis par le service des douanes de Marseille. Cette prise, la plus importante jamais réalisée dans le monde, est faite sur le bateau Caprice des temps arraisonné au large de Marseille le 29 février, alors qu'il a pris la mer en direction de Miami. La drogue est découverte à l'avant du bateau, un navire de soixante tonneaux, long d'environ 20 mètres et large de 6. Elle était contenue dans des sacs étanches noyés dans une masse de béton. Le Caprice des temps, un crevettier, appartient à un ancien capitaine de navire, Marcel Boucan, cinquante-huit ans, originaire du Puy-de-Dôme, que les douaniers surveillaient depuis plusieurs semaines.
Il s'agit du troisième voyage du Caprice des temps. Lors de ses deux voyages précédents, il a acheminé à Miami plusieurs centaines de kg d'héroïne. Cette filière a été imaginée par deux importants trafiquants français : Jean-Claude Kella et Laurent Fiocconi. Les deux hommes ont été interpellés aux États-Unis, sur dénonciation, en 1969, puis remis en liberté sous caution. Le 6 août 1970, Marcel Carrère les fait interpeller en Italie, d'où ils sont extradés vers les États-Unis le 6 octobre 1971. En leur absence, c'est Louis Cirillo, leur contact au sein de la Cosa Nostra new-yorkaise, qui a organisé le deuxième voyage. Il est condamné à vingt-cinq ans de prison aux États-Unis, tout comme Fiocconi et Kella. En France, leurs complices sont condamnés à de lourdes peines. Marcel Boucan est condamné à quinze ans de prison.

#### L'arrestation de Ricord
En mars 1971 les policiers paraguayens arrêtent Joseph-Auguste Ricord, alors qu'il cherche à gagner l'Argentine. Il est incarcéré à Asuncion, où il jouit d'un traitement de faveur lié, selon les autorités américaines, à l'implication de plusieurs officiers supérieurs paraguayens dans le trafic d'héroïne. Sous la pression du département d'État, le Paraguay accepte de l'extrader vers les États-Unis le 3 septembre 1972.
Jugé à New York, il est reconnu coupable d'association de malfaiteurs le 15 décembre de la même année et condamné à vingt-deux ans de prison. Les autres membres de son réseau sont arrêtés ou assassinés. Christian David est interpellé au Brésil en octobre 1971 en même temps que Michel Nicoli et Claude Pastou. Les trois hommes sont remis aux autorités américaines. Christian David est condamné à vingt ans de prison par un tribunal américain, puis extradé vers la France en 1985. Il est condamné en septembre 1989 par la cour d'assises de Paris à quinze ans de réclusion pour le meurtre du commissaire Galibert. Lucien Sarti est abattu à Mexico. André Condemine est assassiné en France en juillet 1973. François Chiappe se constitue prisonnier à Buenos Aires le mois suivant.

### La fin de la French Connection: arrestations et condamnations

#### André Labay et Joseph Signoli
La coopération entre les services spécialisés français, les services américains et les services canadiens porte ses fruits. L'enquête menée à la suite des révélations de Richard Berdin conduit, le 6 octobre 1971 à l'arrestation d'André Labay, industriel et producteur de cinéma se disant ex-agent du SDECE. Il est interpellé à Marly-le-Roi en possession de 106 kg d'héroïne. Trois mois plus tard, treize membres du réseau auquel il appartenait sont interpellés en France, aux États-Unis et au Canada. Le 10 juin 1974, la cour d'appel inflige à André Labay quatorze ans de prison et à Joseph Signoli, patron de bar, seize ans. Leur réseau, dont faisait partie Jacques Bec, ancien producteur des Charlots, a effectué en 1970 et 1971 des exportations clandestines d'héroïne pure de 651 kg au total, de France en Amérique, grâce à des cachettes aménagées dans des voitures transportées sur paquebot. Il était en rapport avec Dominique Mariani, un intermédiaire entre le fournisseur de la drogue remise à Roger Delouette, pour le compte du trafiquant Christian David.

#### André Condemine et Rachid Gharbi
À l'été 1972, Rachid Gharbi et André Condemine alias Mario Deniz, deux importants trafiquants organisent le transfert de 60 kg d'héroïne de Buenos Aires à New York. La cargaison se trouve à bord d'un navire de commerce américain : le s/s Mormacaltair, dont l'itinéraire a été communiqué au BNDD par deux complices arrêtés en Argentine. Sous la pression des États-Unis, la police brésilienne saisit l'héroïne à l'escale de Rio de Janeiro le 26 octobre 1972. Les deux trafiquants sont signalés à l'OCRTIS et mis sous surveillance. En suivant Gharbi et Condemine, les enquêteurs démantèlent fin novembre 1972 une équipe de trafiquants de Marseille et de Paris. Huit d'entre eux sont interpellés parmi lesquels Gharbi, l'Uruguayen Miguel Descarguès Riotorto et Marcel Mouchighian, considérés comme les « têtes du réseau » ainsi qu'un ancien général mexicain Humberto Mariles-Cortés qui a obtenu deux médailles d'or en équitation aux Jeux olympiques de Londres en 1948. Mariles-Cortés décède d'une crise cardiaque, dans sa cellule, le 6 décembre 1972.
André Condemine manque à l'appel. Son cadavre est découvert en juillet 1973, dans une malle flottant sur la Seine. Honoré Gévaudan analyse ce règlement de comptes comme le début de la panique dans les rangs de la French Connection.

#### Jean-Baptiste Croce et Joseph Mari
Le 19 janvier 1973, Jean-Baptiste Croce « Bati » et Joseph Mari « Zé le frisé », soupçonnés de diriger et financer un important réseau de trafiquants, sont arrêtés à Marseille. Ils sont accusés d'avoir expédié aux États-Unis près d'une tonne d'héroïne. Le procès des 29 membres du réseau - dont le chanteur Edmond Taillet - a lieu en juin 1974. Croce est condamné à dix-huit ans de prison. Joseph Mari est décédé avant le procès. Joseph Marro, la troisième « tête » du réseau est arrêté à Marseille le 9 octobre 1974. Jean Orsini est condamné à vingt-cinq ans de prison par un tribunal de New-York.

#### Urbain Giaume et Joseph Patrizzi
En décembre 1973, le président Nixon déclare qu'il n'y a plus d'héroïne marseillaise aux États-Unis. Honoré Gévaudan avance la date de mai 1974 pour la « fin officielle » de la French Connection. Le quotidien Le Monde situe le démantèlement de la French Connection en août 1974 après la dernière saisie importante d'héroïne : 76 kg expédiés depuis Bordeaux dans des meubles de style truqués, qui sont interceptés et permettent l'arrestation de plusieurs caïds de la drogue notamment Joseph Patrizzi et Urbain Giaume. Leurs complices Maurice et Claude Schoch, arrêtés aux États-Unis, le 12 août 1974 ont expliqué aux policiers américains que les deux hommes avaient commandité et dirigé, entre 1969 et 1974, l'envoi outre-Atlantique d'une tonne d'héroïne pure. Patrizzi et Giaume sont condamnés le 4 juillet 1978 à vingt ans de réclusion
En août 1980, la Drug Enforcement Administration, décide de rappeler à Washington le personnel administratif du bureau des narcotiques de Paris. Dix-huit personnes sur un effectif de vingt-deux rentrent aux États-Unis.

### Résurgences
Après la fermeture des laboratoires de Césari, Pastore et des frères Long, la police judiciaire de Marseille continue à exercer une veille active sur les trafiquants. Le 30 mars 1973, les hommes de Marcel Morin arrêtent Christian Simonpieri, un chimiste formé par Jo Césari, et Jo Fabiano et saisissent un matériel complet de chimiste à Marseille, chemin des Amaryllis. L'installation n'a pas encore servi. Il s'agit du onzième laboratoire démantelé en Provence depuis 1964. En octobre 1977, un important matériel de transformation est découvert à Bouc-Bel-Air dans la villa du chimiste Henri Malvezzi. Le 5 février 1978, du matériel ainsi que 35 kg de morphine-base sont découverts à La Ciotat. Le 26 septembre 1979, une officine démontée est découverte rue du Camas à Marseille. Le trafiquant et faux-monnayeur Bedros Vartanyan est arrêté.
Pourtant, la French Connection n’a pas véritablement disparu. Le Milieu marseillais passe entre les mains des clans de Gaétan Zampa et de Francis Vanverberghe, dit le Belge. Ils continuent à toucher au trafic de drogue et emploient de nouveaux chimistes. Cependant le 16 mars 1978, dans le prolongement des révélations de Richard Berdin et de l'affaire du Caprices des temps, la cinquième chambre de la cour d'appel d'Aix-en-Provence condamne Vanverberghe à 14 ans de réclusion criminelle.
Le 21 octobre 1981, le juge d’instruction Pierre Michel est assassiné. Le magistrat enquêtait notamment sur la résurgence d’une filière de fabrication et de trafic d’héroïne, dont le centre décisionnel était en Sicile et en Italie du Sud. Zampa est fortement soupçonné d’avoir été l’un des commanditaires de l’assassinat. L’héroïne est raffinée dans des laboratoires clandestins de Palerme, où ont migré des chimistes français, tel le docteur Antoine Bousquet. Ces laboratoires se sont installés en Italie car la loi sur les stupéfiants est restée très clémente envers les trafiquants. Le repli des laboratoires et des chimistes français vers l'Italie est confirmé par la découverte, en août 1980 à Trabbia, près de Palerme, de deux autres installations clandestines. Ces découvertes démontrent l'implication de la mafia dans le trafic. André Bousquet, surveillé par la PJ de Marseille, est le chimiste de ces laboratoires. Avec lui 23 personnes sont arrêtées. Cet authentique docteur en médecine est condamné le 2 juillet 1982 à vingt ans de prison.
L'affaire la plus sérieuse est mise à jour à l'hiver 1980, à la suite d'une écoute téléphonique mettant en cause Fernand Chaffard, qui a appartenu au réseau Croce. Installé dans une maison tranquille du Chambon-sur-Lignon, appartenant à Bedros Vartanyan, il s'apprête à lancer une production d'héroïne avec le chimiste Christian Simonpieri. Dix personnes sont interpellées le 7 mars 1980 par les hommes de l'OCRTIS et de la PJ marseillaise ; la moitié d'entre eux sont des récidivistes de la French Connection récemment sortis de prison L'instruction menée par le juge Pierre Michel fait apparaître des connexions avec un gang italien opérant dans la région de Milan et permet d'identifier d'autres membres du réseau, notamment Robert Kechichian et Jean Jehan. Ce dernier, surnommé « Pépé la chnouf », est soupçonné d'avoir été le commanditaire de Jacques Angelvin, dix-huit ans plus tôt. L'enquête permet de découvrir trois laboratoires clandestins à Milan qui emploient notamment des chimistes français. 21 personnes sont interpellées en Italie et en France. À l'issue du procès, Jehan est condamné à trois ans de prison mais laissé en liberté compte tenu de son âge.
En octobre 2015, Laurent Fiocconi (74 ans) et Joseph Signoli (78 ans) sont à nouveau condamnés par la justice à six ans de prison dans une affaire de trafic de drogue. Ils sont impliqués dans un trafic surnommé « Papy connection » au cours duquel 25 kg de cocaïne ont été découverts dans la valise d'une « mule » arrivant à Roissy.

### L'arrêt de la production d'opium en Turquie

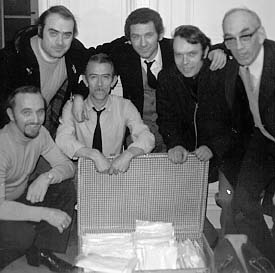
Saisie de 20 kilos d'héroïne le 14 février 1973 à Paris issue des réseaux de la French Connection. À l'extrême gauche, l'agent spécial Pierre A. Charette, suivi de l'agent spécial Kevin Finnerty et à l'extrême droite, le commissaire François Le Mouël, chef de l'OCRTIS de 1971 à 1981.

90 % de l'opium marseillaise provient de Turquie à l'époque de la French Connection. John Cusack a l'idée de faire pression sur la Turquie pour qu'elle en interdise la production. Conséquemment à cette pression des États-Unis, à la suite du processus qui avait commencé en 1967, le 29 juin 1972, le gouvernement turc accepte de stopper complètement sa production d'opium. La consommation d'héroïne aux États-Unis entre alors en régression durant plusieurs années. D'autres canaux d'approvisionnement sont trouvés : le Triangle d'Or (Thaïlande-Birmanie-Laos), le Pakistan, le Liban et la Syrie. Ce qui reste de la French Connection n'a plus le monopole de la transformation. Les filières sont tenues par d'autres organisations criminelles qui approvisionnent le monde entier avec la « brown sugar », héroïne de piètre qualité. De nombreux petits trafiquants vont s'approvisionner à Amsterdam ou à Bangkok.
Parallèlement, la toxicomanie progresse significativement en France comme en Europe. Cette banalisation de la toxicomanie touche aussi bien les villages que les villes moyennes, aussi bien les classes aisées que les milieux défavorisés. Le nombre de décès par surdose sur le territoire français augmente spectaculairement : 29 en 1974, 37 en 1975, 59 en 1976, 72 en 1977.

## Filmographie
- Le Corniaud de Gérard Oury, (1965) qui reprend le thème d'une cargaison de drogue placée dans une voiture américaine
- French Connection de William Friedkin (1971). Le film suit de manière quasi-documentaire la traque d'un réseau de trafiquants d'héroïne de Marseille à New-York par deux policiers. Il reçoit l'Oscar du meilleur film.
- Le Parrain de Francis Ford Coppola, (1972). Une des trames narratives principales du film est la proposition, faite par Virgil Sollozo « le Turc » à Vito Corleone, de participer à son trafic de drogue via ses champs de pavot qu'il possède en Turquie.
- Commando sur les stups de Sidney J. Furie (1973)
- Marseille contrat de Robert Parrish (1974)
- French Connection 2, de John Frankenheimer (1975)
- Le Juge de Philippe Lefebvre (1984), est consacré au juge Michel.
- American Gangster de Ridley Scott (2007). Les gangsters corses de la French Connection sont soupçonnés d'avoir tenté d'assassiner Frank Lucas, en raison de la concurrence qui leur était faite dans le trafic d'héroïne.
- Le Piège américain, film québécois de Charles Binamé (2008), raconte la vie de Lucien Rivard qui était de mèche avec la French Connection dans le trafic d'armes et de drogues aux États-Unis à partir de Cuba.
- La French de Cédric Jimenez (2014), il a notamment pour têtes d'affiche Jean Dujardin et Gilles Lellouche. Le film se base sur l'opposition entre le malfaiteur Tany Zampa et le juge Pierre Michel.

## Documentaires télévisés
- David Korn-Brzoza, production 13 Production, French Connection, une histoire de familles, 52 minutes, 2003, sur France 5[83].
- Faites entrer l'accusé, présenté par Christophe Hondelatte, en avril 2006 et novembre 2007, « La French Connection », sur France 2.
- David Korn-Brzoza, production Hubert Besson, French Connection, 1 h 40, décembre 2014, France 3, présentation en ligne
- David Korn-Brzoza, Quand Marseille empoisonnait l'Amérique, France, 1 h 40, 2014[84].
- François Reinhardt, Mafieux mais patriotes, France, 1 h 05, 2014[84].
- Bernard Nicolas, production du soleil, French Connection, les rois de la came, 51 min 39 secondes, octobre 2017, sur Canal Plus.
- Christophe Bouquet, production Yami 2, Mafia et République, 3 films de 60 minutes diffusés en janvier 2017 sur Arte